# Bleekhoedviltkop
De bleekhoedviltkop (Mallocybe leucoblema) is een paddenstoel uit de familie Inocybaceae. Hij vormt ectomycorrhiza en komt voor bij diverse loofbomen.

## Kenmerken

### Uiterlijke kenmerken
Hoed
De vruchtlichamen zijn vaak compact en gedrongen. Het is een forse soort met een bleke, vrijwel gladde, fijnkorrelig of viltige hoed. De diameter van de hoed is 30 tot 70 mm. Het hoedoppervlak is okerbruin en bij jonge vruchtlichamen lichtbruin. Het kleurt bruin met KOH of ammoniak (net als andere soorten uit hetzelfde genus).. 
Steel
De steel heeft een lengte van 3,5 tot 5 cm en een breedte van 0,7 tot 1 cm. Meestal is hij nauwelijks langer dan de hoeddiameter.
Geur
De geur is spermatisch tot zwammig.
Vlees
Het vlees in de hoed kleurt zwak geel.

### Microscopische kenmerken
De sporen zijn glad en meten 9-11,5(-12) × 5,5-6,5 (-7) µm. De cheilocystidia zijn aanwezig en meten 25-45 × 10-18 µm. Er zijn geen pleurocystidia aanwezig (net als alle soorten uit het genus). De basidia meten 40-43 × 8-10 µm en hebben overwegend vier sterigmata. De hyfen in de hoedhuid zijn 10-13 µm breed en in de steel 8-12 µm breed.

## Verspreiding
Hij komt voor in de montane en subalpiene zone. In Nederland komt hij uiterst zeldzaam voor. Hij staat op de rode lijst in de categorie 'Ernstig Bedreigd'. Er zijn enkele vindplaatsen bekend, zoals op (Oostelijk Flevoland; Terneuzen; Vlieland).